# 石泉路
石泉路是中華人民共和國上海市普陀區一條東西走向道路，西起中寧路，東至光新路與石泉東路相連。道路名稱來自於陝西省石泉縣，全長长1920米，道路始建於1958年。石泉路上有一家建於1929年、名為「四如春點心店」的湯糰餛飩麵食店。